# فول أوت (لعبة فيديو)
فول أوت (بالإنجليزية: Fallout)‏ هي لعبة فيديو صدرت في 30 سبتمبر 1997، وهي متوفرة على أجهزة إم إس-دوس وويندوز وماك أو إس وأو إس 10. اللعبة من تطوير إنتربلاي إنترتينمينت ومن نشر إنتربلاي إنترتينمينت.

## روابط خارجية
- فول أوت على موقع IMDb (الإنجليزية)
- فول أوت على موقع الموسوعة البريطانية (الإنجليزية)